# كريسبين فان دي باس
كريسبين فان دي باس (بالهولندية: Crispijn van de Passe de Oude)‏‏ (1564 - 6 مارس 1637 في أوترخت) فنان، ونقاش، ورسام، ومصمم، وناشر من هولندا.